# Halterofilia en los Juegos Olímpicos de Londres 2012 – Menos de 62 kg masculino
El evento de menos de 62 kg masculino de halterofilia en los Juegos Olímpicos de Londres 2012 tuvo lugar el 30 de julio en el Centro de Exposiciones ExCeL.

## Horario
Todos los horarios están en Tiempo Británico (UTC+1)
| Fecha               | Tiempo | Ronda   |
| ------------------- | ------ | ------- |
| 30 de julio de 2012 | 10:00  | Grupo B |
| 30 de julio de 2012 | 19:00  | Grupo A |

## Resultados
| Rank              | Atleta                   | Grupo | Peso corporal | Arrebato (kg) | Arrebato (kg) | Arrebato (kg) | Arrebato (kg) | Tirón (kg) | Tirón (kg) | Tirón (kg) | Tirón (kg) | Total |
| Rank              | Atleta                   | Grupo | Peso corporal | 1             | 2             | 3             | Resultado     | 1          | 2          | 3          | Resultado  | Total |
| ----------------- | ------------------------ | ----- | ------------- | ------------- | ------------- | ------------- | ------------- | ---------- | ---------- | ---------- | ---------- | ----- |
| Medalla de oro    | Kim Un-Guk (PRK)         | A     | 61.77         | 145           | 150           | 153           | 153           | 170        | 174        | 174        | 174        | 327   |
| Medalla de plata  | Óscar Figueroa (COL)     | A     | 61.76         | 137           | 140           | 142           | 140           | 177        | 177        | 177        | 177        | 317   |
| Medalla de bronce | Eko Yuli Irawan (INA)    | A     | 61.89         | 138           | 142           | 145           | 145           | 168        | 168        | 172        | 172        | 317   |
| 4                 | Zhang Jie (CHN)          | A     | 61.86         | 140           | 145           | 145           | 140           | 174        | 178        | 178        | 174        | 314   |
| 5                 | Hurşit Atak (TUR)        | A     | 61.93         | 130           | 134           | 134           | 130           | 166        | 166        | 172        | 172        | 302   |
| 6                 | Umurbek Bazarbayev (TKM) | A     | 61.95         | 135           | 135           | 139           | 135           | 162        | 165        | 167        | 167        | 302   |
| 7                 | Muhammad Hasbi (INA)     | B     | 61.81         | 130           | 135           | 138           | 138           | 163        | 171        | 171        | 163        | 301   |
| 8                 | Erol Bilgin (TUR)        | A     | 61.90         | 135           | 139           | 140           | 140           | 165        | 165        | 169        | 165        | 300   |
| 9                 | Ahmed Saad (EGY)         | B     | 61.63         | 125           | 130           | 130           | 130           | 158        | 162        | 165        | 162        | 292   |
| 10                | Manuel Minginfel (FSM)   | B     | 61.86         | 122           | 127           | 130           | 127           | 158        | 158        | 158        | 158        | 285   |
| 11                | Julio Salamanca (ESA)    | B     | 61.03         | 110           | 115           | 115           | 110           | 150        | 150        | 155        | 150        | 260   |
| 12                | Tuau Lapua Lapua (TUV)   | B     | 61.62         | 104           | 108           | 111           | 108           | 126        | 131        | 135        | 135        | 243   |
| 13                | Charles Ssekyaaya (UGA)  | B     | 61.47         | 100           | 105           | 108           | 105           | 130        | 135        | 140        | 130        | 235   |
| 14                | Stevick Patris (PLW)     | B     | 61.34         | 100           | 104           | 108           | 104           | 125        | 130        | 132        | 130        | 234   |
| —                 | Ji Hun-Min (KOR)         | A     | 61.57         | 135           | 140           | 142           | 135           | 160        | 165        | 165        | —          | —     |

## Nuevos récords
| Arrebato | 153 kg | Kim Un-Guk (PRK)     | RO |
| Total    | 327 kg | Kim Un-Guk (PRK)     | RO |
| Tirón    | 177 kg | Óscar Figueroa (COL) | RO |